# Bena (bantu jezik)
Bena jezik (ekibena, kibena; ISO 639-3: bez), nigersko-kongoanski jezik uže centralne bantu skupine, kojim govori 670 000 ljudi (Johnstone and Mandryk 2001) u distriktu Njombe u Tanzaniji.
S jezicima hehe [heh], kinga [zga], kisi [kiz], magoma [gmx], manda [mgs], pangwa [pbr], sangu [sbp] i vwanji [wbi] čini podskupinu Bena-Kinga (G.60). Pismo: latinica.
Ne smije se brkati s jezikom bena [yun] iz Nigerije koji pripada skupini adamawa.

## Vanjske poveznice
- Ethnologue (14th)
- Ethnologue (15th)